# Carleton Hobbs
Carleton Percy Hobbs, OIB (n. 18 iunie 1898, Farnborough, Anglia, Regatul Unit al Marii Britanii și Irlandei – d. 31 iulie 1978, Londra, Anglia, Regatul Unit) a fost un actor englez cu multe apariții în film, radio și televiziune. A interpretat rolul lui Sherlock Holmes în 80 de adaptări radio între 1952 și 1969 și a jucat și în adaptarea radiofonică a Sword of Honor de Evelyn Waugh.

## Onoruri
A fost numit ofițer al Ordinului Imperiului Britanic (OBE) în 1969.

## Legături externe
- Carleton Hobbs la Internet Movie Database